# Атлетика на Универзијади 1963 — жене
На III Летњој Универзијади 1963. која је одржана у Порто Алегру, Бразил од 30. августа до 8. септембра 1963, такмичење у атлетици се одвијало на стадиону Олимпико монументал.
У женској конкуренцији такмичило се у 10 дисциплина.
Највише успеха је имала репрезентација СССР која је освојила укупно 12 медаља од чега 6 златних, 5 сребрне и 1 бронзану.
| Дисциплина      | Злато             | Сребро                 | Бронза           |
| --------------- | ----------------- | ---------------------- | ---------------- |
| 100 м           | Рената Ласе       | Вера Попкова           | Михелина Кобјан  |
| 200 м           | Јута Хајне        | Рената Ласе            | Михелина Кобјан  |
| 800 м           | Олга Кази         | Antje Gleichfeldt      | Joy Catling      |
| 80 м препоне    | Јута Хајне        | Татјна Шчелканова      | Ала Чењишева     |
| 4x100 м штафета | Совјетски Савез   | Западна Немачка        | Куба             |
| Скок увис       | Taisiya Chenchik  | Susan Dennler          | Heidemare Hummel |
| Скок удаљ       | Татјна Шчелканова | ] Власта Приклирова    | Борбел Палмије   |
| Бацање кугле    | Тамара Прес       | Ирина Прес             | Ана Рот          |
| Бацање диска    | Тамара Прес       | Jolán Kleiber-Kontsek, | Јудит Богнар     |
| Бацање копља    | Алмут Бремел      | Елвира Озолина         | Барбаеа Декер    |

## Биланс медаља
| Плас. | Држава           | Злато | Сребро | Бронза | Укупно |
| ----- | ---------------- | ----- | ------ | ------ | ------ |
| 1     | Совјетски Савез  | 6     | 5      | 1      | 12     |
| 2     | Западна Немачка  | 3     | 2      | 3      | 8      |
| 3     | Мађарска         | 1     | 1      | 1      | 3      |
| 4     | Велика Британија |       | 1      | 1      | 2      |
| 4     | Чехословачка     |       | 1      |        | 1      |
| 4     | Румунија         |       |        | 1      | 1      |
| 6     | Куба             |       |        | 3      | 3      |
|       | Укупно           | 10    | 10     | 10     | 30     |